# Liste der Baudenkmäler in Ofterschwang

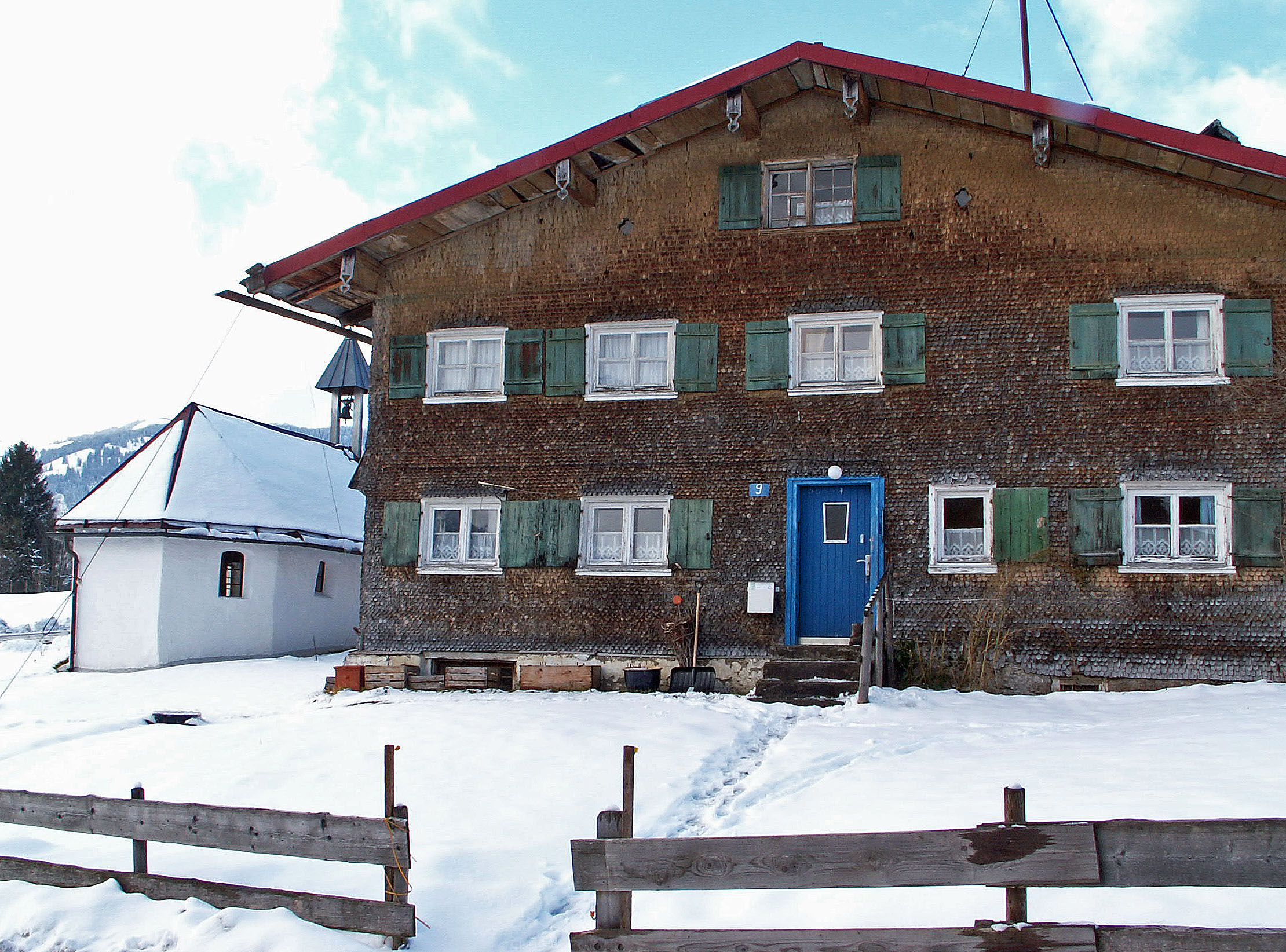
Allgäutypisches Bauernhaus mit Kapelle bei Ofterschwang

Auf dieser Seite sind die Baudenkmäler in der schwäbischen Gemeinde Ofterschwang zusammengestellt. Diese Tabelle ist eine Teilliste der Liste der Baudenkmäler in Bayern. Grundlage ist die Bayerische Denkmalliste, die auf Basis des Bayerischen Denkmalschutzgesetzes vom 1. Oktober 1973 erstmals erstellt wurde und seither durch das Bayerische Landesamt für Denkmalpflege geführt wird. Die folgenden Angaben ersetzen nicht die rechtsverbindliche Auskunft der Denkmalschutzbehörde.

## Baudenkmäler nach Ortsteilen

### Ofterschwang
| Lage                       | Objekt                                | Beschreibung | Akten-Nr.     | Bild                                  |
| -------------------------- | ------------------------------------- | --- | ------------- | ------------------------------------- |
| Kirchgasse 7 (Standort)    | Hausfigur                             | aus Holz, Hl. Nikolaus, Ende 17. Jahrhundert | D-7-80-134-3  | BW                                    |
| Kirchgasse 9 (Standort)    | Katholische Pfarrkirche St. Alexander | Katholische Pfarrkirche St. Alexander, barocker Saalbau mit eingezogenem Chor und nördlichem Turm mit geschwungener Haube, 1755/56; mit Ausstattung.                                           | D-7-80-134-1  | Katholische Pfarrkirche St. Alexander |
| Panoramaweg 3 (Standort)   | Ehemaliges Bauernhaus                 | Ehemaliges Bauernhaus, zweigeschossiger Mitterstallbau mit flachem Satteldach, Wohnteil verschindelter Blockbau, 1. Viertel 19. Jahrhundert                                                    | D-7-80-134-17 | Ehemaliges Bauernhaus                 |
| Schwend-Schache (Standort) | Oberegg Alpe                          | Oberegg Alpe, erdgeschossiger Blockbau mit flachem Satteldach, Wohnteil verschindelt, Stallbereich verbrettert, im Kern wohl 18./19. Jahrhundert, im letzten Drittel 19. Jahrhundert erneuert. | D-7-80-134-4  | Oberegg Alpe                          |

### Bettenried
| Lage                     | Objekt                    | Beschreibung | Akten-Nr.     | Bild                      |
| ------------------------ | ------------------------- | --- | ------------- | ------------------------- |
| Bettenried 3 (Standort)  | Bauernhaus                | Bauernhaus, Einfirsthof, zweigeschossiger verschindelter Flachsatteldachbau, erbaut 17. Jahrhundert, Umbau Mitte 19. Jahrhundert | D-7-80-134-18 | Bauernhaus                |
| In Bettenried (Standort) | Katholische Marienkapelle | Katholische Marienkapelle, Rechteckbau mit eingezogenem, dreiseitigem Schluss und Dachreiter, 1859; mit Ausstattung.             | D-7-80-134-5  | Katholische Marienkapelle |

### Hüttenberg
| Lage                     | Objekt                                 | Beschreibung | Akten-Nr.    | Bild                                   |
| ------------------------ | -------------------------------------- | --- | ------------ | -------------------------------------- |
| Hüttenberg 19 (Standort) | Wohnteil eines Bauernhauses            | Wohnteil eines Bauernhauses, zweigeschossiger, verschindelter Blockbau, wohl 1. Viertel 19. Jahrhundert, erneuert, Dach später.           | D-7-80-134-7 | Wohnteil eines Bauernhauses            |
| Hüttenberg 30 (Standort) | Wohnteil eines ehemaligen Bauernhauses | Wohnteil eines ehemaligen Bauernhauses, zweigeschossiger Blockbau mit flachem Satteldach, Mitte 19. Jahrhundert, Dach später.             | D-7-80-134-8 | Wohnteil eines ehemaligen Bauernhauses |
| In Hüttenberg (Standort) | Katholische Kapelle St. Matthäus       | Katholische Kapelle St. Matthäus, Rechteckbau mit eingezogenem, dreiseitigem Schluss und Dachreiter mit Spitzhelm, 1777; mit Ausstattung. | D-7-80-134-6 | Katholische Kapelle St. Matthäus       |

### Sigishofen
| Lage                     | Objekt                              | Beschreibung | Akten-Nr.     | Bild                                |
| ------------------------ | ----------------------------------- | --- | ------------- | ----------------------------------- |
| Sigishofen 1 (Standort)  | Bauernhaus                          | Bauernhaus, zweigeschossiger, verschindelter Blockbau mit flachem Satteldach und profilierten Balkenköpfen, 1. Viertel 19. Jahrhundert, Wirtschaftsteil verändert. | D-7-80-134-11 | Bauernhaus                          |
| Sigishofen 30 (Standort) | Sandsteinfigur                      | Hl. Johannes von Nepomuk, Sandsteinfigur, 1776; östlich des Ortes.                                                                                                 | D-7-80-134-13 | Sandsteinfigur                      |
| In Sigishofen (Standort) | Katholische Kapelle Mariae Opferung | Katholische Kapelle Mariae Opferung, Rechteckbau mit eingezogenem Schluss und Dachreiter, um 1770; mit Ausstattung.                                                | D-7-80-134-10 | Katholische Kapelle Mariae Opferung |

### Sigiswang
| Lage                 | Objekt                           | Beschreibung | Akten-Nr.     | Bild                             |
| -------------------- | -------------------------------- | --- | ------------- | -------------------------------- |
| Sigiswang (Standort) | Katholische Kapelle St. Wolfgang | Katholische Kapelle St. Wolfgang, Satteldachbau mit leicht eingezogenem, dreiseitigem Schluss, um 1680; mit Ausstattung. | D-7-80-134-14 | Katholische Kapelle St. Wolfgang |

### Tiefenberg
| Lage                     | Objekt                             | Beschreibung | Akten-Nr.     | Bild                               |
| ------------------------ | ---------------------------------- | --- | ------------- | ---------------------------------- |
| In Tiefenberg (Standort) | Katholische Dreifaltigkeitskapelle | Katholische Dreifaltigkeitskapelle, Rechteckbau mit dreiseitigem Schluss, 1657, Südmauer und Dachstuhl um 1890, Westmauer um 1948; mit Ausstattung. | D-7-80-134-15 | Katholische Dreifaltigkeitskapelle |

### Westerhofen
| Lage                      | Objekt                  | Beschreibung                                                  | Akten-Nr.     | Bild                    |
| ------------------------- | ----------------------- | ------------------------------------------------------------- | ------------- | ----------------------- |
| In Westerhofen (Standort) | Historische Ausstattung | Historische Ausstattung; in der 1987 neu errichteten Kapelle. | D-7-80-134-16 | Historische Ausstattung |